# Momax
Momax es la cabecera municipal del Municipio de Momax en el estado de Zacatecas, México. Las actividades económicas principales son la agricultura y ganadería. El municipio está localizado al sur del estado de Zacatecas en frontera con el estado de Jalisco, a tres horas y media de la ciudad de Guadalajara, las ferias en Momax se celebran del 16 al 24 de septiembre en las cuales se caracterizan por la variedad de bandas y música, Momax también cuenta con un lugar turístico de nombre Agua caliente el cual consta de una pilas de aguas de manantial y cabañas de gran comodidad.

## Escudo
Está conformado por tres recuadros: El principal y más grande representando "Los Pilares" que se encuentra en la comunidad de Los Vela, en la parte inferior izquierda, el segundo, representando una cabeza de ganado vacuno parado sobre una parcela, en la parte inferior derecha el tercero de los cuadros, representan un pez siendo tomado por una mano humana y más al fondo se observan los manantiales del Agua Caliente, los tres forman parte de un solo cuadro color oro, rodeado por las palabras "Momax" en la parte superior, al lado izquierdo "Trabajo", al lado derecho "Libertad", y en la parte inferior "Progreso".
Estos tres recuadros muestran a grandes rasgos el significado del Municipio, por una parte las bellezas de su sierra, sus actividades comerciales principales como lo es la agricultura y la ganadería , el último muestra el origen del nombre del Municipio, ya que se trata de un Caxcan pescando a mano.
El escudo fue realizado por la administración municipal 1995-1998, por el autor Vladimir García

## Historia
El primer dato que se tiene de Momax como Municipio libre (y por consiguiente de la cabecera del mismo nombre) es extraído del documento oficial que se encuentra en el Archivo General de la Nación fechado el 5 de febrero de 1837, en donde se menciona una amonestación matrimonial emitida por la Presidencia Municipal de Momax suscrita por el Sr. Mariano Torres de quien no se precisa si era el presidente o el secretario dicho ayuntamiento, este documento es dirigido al sacerdote Fray José Porres, teniente de cura en la ayudantía de la Iglesia de Momax.

## Demografía
Población de la cabecera
La población total de Momax es de 1663 personas, de los cuales 773 son masculinos y 890 femeninos.
Edades de los ciudadanos
Los ciudadanos se dividen en 594 menores de edad y 1069 adultos, de cuales 256 tienen más de 60 años.
Estructura social
Derecho a atención médica por el seguro social tienen 347 habitantes.